# Колишній особняк Шнейдера
Колишній особняк С. С. Шнейдер — будівля в Сімферополі, пам'ятка культурної спадщини України UA-01-101-0189. Внесено до реєстру пам'яток архітектури Рішенням КО від 05.06.1984 № 284.
Нині у будівлі розташовується Палац одружень, РАЦС.

## Історія
Був побудований у ХІХ столітті.
На початку XX століття належав спадковому почесному громадянину міста Францу Францовичу Шнейдеру та його дружині Софії Сергіївні Шнейдер, що була головницею Сімферопольського товариства «Дитяча допомога» та Дитячої лікарні.
За життя власника в цій будівлі розміщувався перший міський клуб, у якому його члени читали газети і журнали, грали в більярд, шахи та карткові ігри, а також слухали виступи відомих артистів, серед яких згадуються російський оперний співак Федір Шаляпін та композитор Сергій Рахманінов.
За радянської окупації Франца Шнейдера, а у квітні — червні 1919 року у будинку розташовувався штаб Першої радянської Задніпровської стрілецької дивізії на чолі з П. Ю. Дибенком.
Після російської окупації відділ реєстрації шлюбів контролюється Міністерством юстиції російського «уряду Криму».
У 2022 році окупаційна влада оголовила про намір продати на аукціоні будівлю та інші історичні особняки у центрі міста.